# Máy san

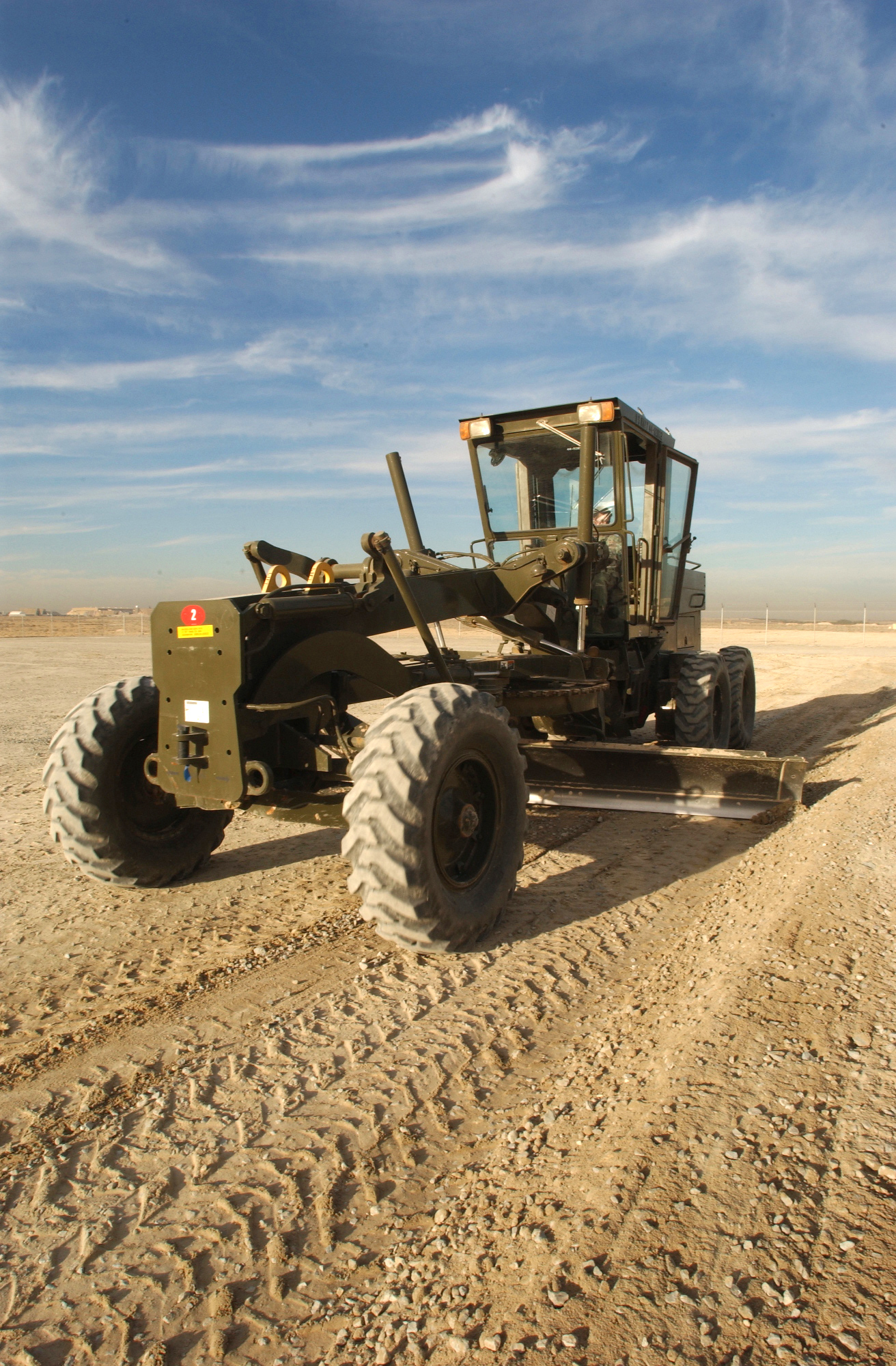
Một máy san của quân đội

Máy san là một loại máy xây dựng, dùng để san, đất và vật liệu phục vụ xây dựng đường, sân bay và các công trình khác cần công tác san đất.